# Sint-Dionysiuskerk (Moerkerke)

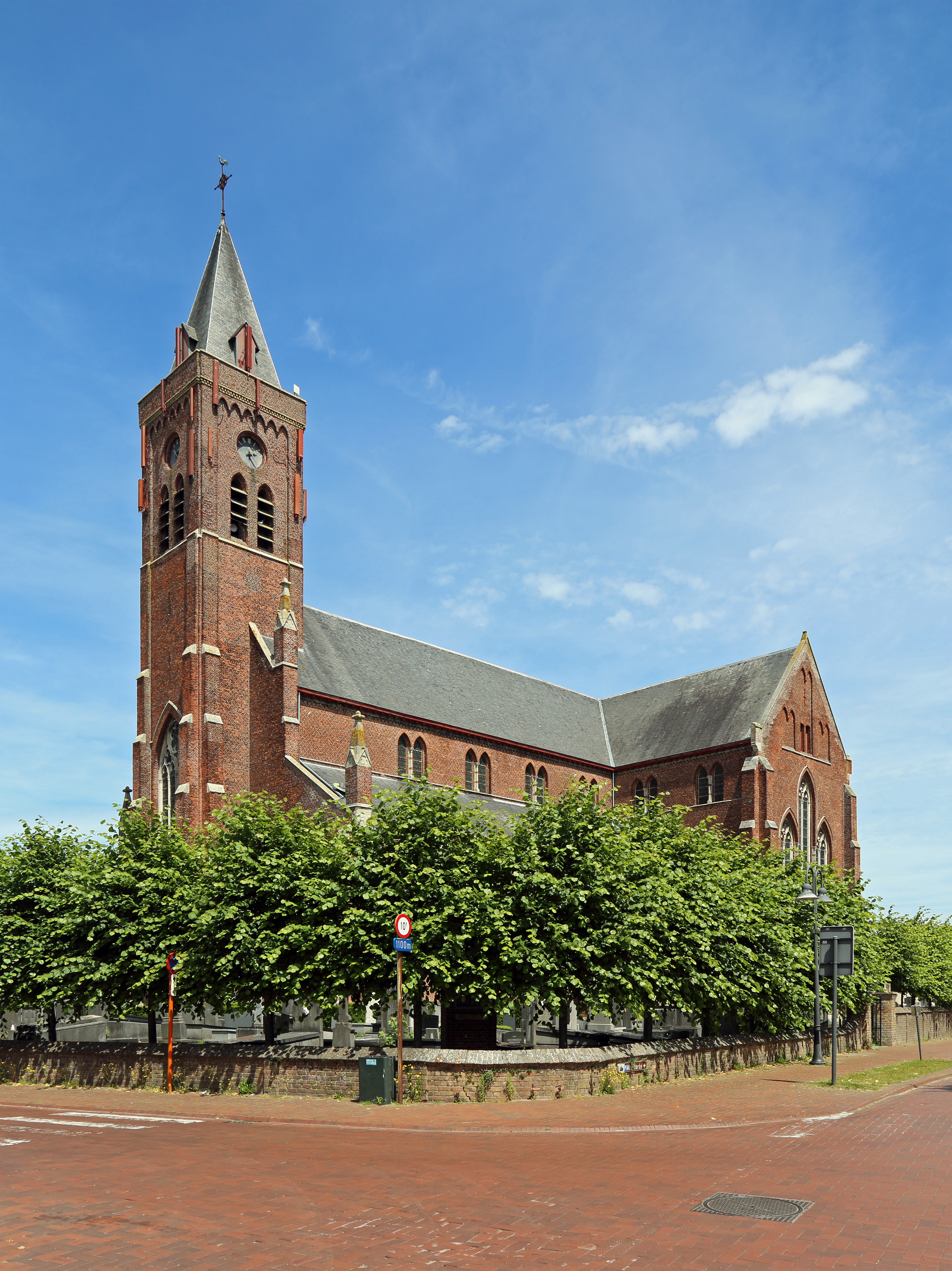
Sint-Dionysiuskerk

De Sint-Dionysiuskerk is de parochiekerk van de tot de West-Vlaamse gemeente Damme behorende plaats Moerkerke, gelegen aan de Vissersstraat.

## Geschiedenis
In 1110 was er sprake van een kapel, die een hulpkerk was van de parochie van Oostkerke. Waarschijnlijk werd Moerkerke einde 12e eeuw een zelfstandige parochie. Hoe de eerste kerk eruitzag is niet bekend, in 1547 stortte de toren in en in 1549 werden toren en kerk herbouwd. Het was een driebeukige kruiskerk met drie koren. Deze kerk werd in 1600 verwoest en vanaf 1617 werd ze weer hersteld, beginnend met het noord- en middenkoor, in 1653-1654 het zuidkoor. In het verwoeste schip werd een nieuwe westgevel opgetrokken. Ook in de 18e eeuw werden heel wat wijzigingen aangebracht.
De kerk heeft bestaan tot 1867. Toen werd een nieuwe kerk gebouwd, vermoedelijk naar plannen van Pierre Buyck. De nieuwe kerk werd in 1870 ingezegend.
In 1944 werd de toren beschadigd door oorlogshandelingen, en in een iets gewijzigde vorm herbouwd.

## Gebouw
Het betreft een neogotische bakstenen basilicale kruiskerk met halfingebouwde westtoren. Boven het ingangsportaal bevindt zich een beeld van Dionysius.
Het kerkmeubilair is voornamelijk 19e-eeuws. Het orgel is van 1959 en werd vervaardigd door de firma Jos. Loncke & Zn. Het kerkgebouw wordt omringd door een kerkhof.